# 富山銀行
株式会社富山銀行（とやまぎんこう、英文名：The Bank of Toyama, Ltd.）は、富山県高岡市に本店を置く地方銀行。

## 概要
東証スタンダード上場の第一地方銀行である。小規模ではあるが堅実な経営で知られている。富山県外には石川県金沢市に店舗を構えている。
2014年10月2日、東証2部に上場し、2015年10月28日同1部に指定替えとなった。2022年の市場再編に伴いスタンダード市場上場となった。
2015年11月24日には、県中央部の基幹店と位置付ける小杉支店（射水市）が新築オープンしたほか、2016年上期中には金沢事務所（金沢市）を営業所に昇格させ、また、2017年2月には「金沢営業部」として、県外初の窓口店舗を有するようになった。

## 沿革
- 1953年（昭和28年）3月17日 - 富山県民銀行設立発起人会が開催される[7]。
- 1954年（昭和29年）
  - 1月15日 - 創立総会。行名を『富山産業銀行』とすることが決まる[7]。
  - 1月16日 - 設立登記[7]。
  - 1月27日 - 銀行営業免許交付[7]。
  - 2月1日 - 富山産業銀行開業[2]（通称、『さんぎん』『産業銀行』[8]）。当時は高岡市源平町851番地の旧高岡公共職業安定所庁舎（高岡市から賃借）に本店が置かれていた[9]。支店は本店、富山、新湊、魚津、氷見の5か所[7]。
  - 8月2日 - 井波信用金庫から事業譲渡[10][7]。
- 1955年（昭和30年）1月 - 全国地方銀行協会に加盟[7]。
- 1964年（昭和39年）11月4日 - 旧北陸銀行高岡支店（守山町）に本店を増改築して移転[11][12]。
- 1967年（昭和42年）8月1日 - 富山銀行に行名改称（同時に現行の2代目行章も制定）[13]。改名したのは「産業」の文字が入ると特殊な銀行と誤解されがちであることや、前述の通称から『富山』という文字が消えることから富山県民の銀行であるという本来の姿が見えなくなるという問題があったためであった[8]。
- 1979年（昭和54年）2月7日 - 高岡市江尻に事務センターが完成[14]。
- 1980年（昭和55年）1月21日 - 現金自動支払機が本店、富山支店、高岡駅前支店に初めて設置される[15]。
- 1993年（平成5年）11月8日 - 名古屋証券取引所市場第二部に上場[16]。
- 1998年（平成10年） - 本店店内を改装[12]。
- 1999年（平成11年）12月10日 - ホームページを開設する[17]。
- 2002年（平成14年）6月3日 - 北陸銀行とメール便を共同化[18]。
- 2012年（平成24年）
  - 5月 - 勘定系システムをNTTデータ基幹系共同センターへ移行。
  - 10月9日[19] - 金沢信用金庫から旧福光信用金庫の事業を継承した3店舗を譲受[20]。
- 2013年（平成25年）2月 - インドネシアの商業銀行「バンク ネガラ インドネシア」と業務提携[21]。
- 2014年（平成26年）
  - 2月 - 創立60周年。
  - 10月2日 - 東京証券取引所市場第二部に上場。
  - 12月26日 - 金沢事務所を開設。
- 2015年（平成27年）
  - 2月20日 - 名古屋証券取引所市場第二部の上場廃止。
  - 4月21日 -  東京駅前のサピアタワー3階のファミマ!!サピアタワー店内に7行と共に日本ATMへの委託の下、アフターサービス共同窓口を設置[22][23]。
  - 10月28日 - 東京証券取引所市場第一部に指定替え。
- 2019年（令和元年）11月25日 - 高岡駅前東地区の下関町に本店を移転[24][25][26][27][28]。
- 2021年（令和3年）9月 - オペラ歌手・澤武紀行を起用したテレビコマーシャルを制作[29]。
- 2023年（令和5年）12月4日 - ローソン銀行の「即時口座決済サービス」に参加。これにより、ローソン銀行ATMで富山銀行の口座から「au PAY」にチャージができるようになる[30][31]。

## 歴代頭取
| 代 | 氏名       | 期間                      | 備考             |
| -- | ---------- | ------------------------- | ---------------- |
| 1  | 米田元吉郎 | 1954年2月 - 1972年4月     |                  |
| 2  | 米田寿吉   | 1972年5月23日 - 1993年5月 |                  |
| 3  | 高柳卓三   | 1993年6月29日 - 2009年5月 | 日本銀行出身     |
| 4  | 齊藤栄吉   | 2009年6月 - 2020年5月19日 | 日本銀行出身     |
| 5  | 中沖雄     | 2019年5月20日 -           | 日本興業銀行出身 |

## 情報処理システム
かつてはNTTデータのSTAR-ACEを採用していたが、2012年（平成24年）5月から同社のSTELLA CUBEへ移行した。

## 自動機サービス
同行の通帳・キャッシュカードを同行ATM（他行幹事による共同CDは除く）にて入出金した場合は、時間外を含めて完全無料で利用できる（ただし振込の場合は、別途振込手数料が必要である）。また、2012年10月9日からは、金沢信用金庫のATMを利用した場合でも時間外も含めて無料となっている。法人カードが提携先で無料で利用できるのは、ゆうちょ銀行とセブン銀行となっている。
ゆうちょ提携
- 同行ATMは前述の通り富山県内にしか展開されていないことから、その利便性を図るため、同行のキャッシュカードを全国のゆうちょ銀行ATMでの利用の場合、利用可能な全時間帯（平日8:00 - 21:00と土曜・日曜・休日9:00 - 17:00）に入出金を行った場合も時間外を含めて手数料が徴収されない。

イオン銀行との提携
- 全国のイオングループに設置のイオン銀行ATMでも出金可能で、平日8:45 - 18:00の間に限り手数料無料で利用できる（逆にイオン銀行のキャッシュカードを富山銀行ATMにて出金した場合も同様な手数料体系で利用できる）。

セブン銀行との提携
- 2013年1月21日より、全国のセブンイレブン、イトーヨーカドー等に設置してあるセブン銀行のATMを利用できるようになった。利用可能な全時間帯（平日8:00 - 21:00と土曜・日曜・休日9:00 - 17:00）において手数料が徴収されない[35]。

## 店舗

### 本店

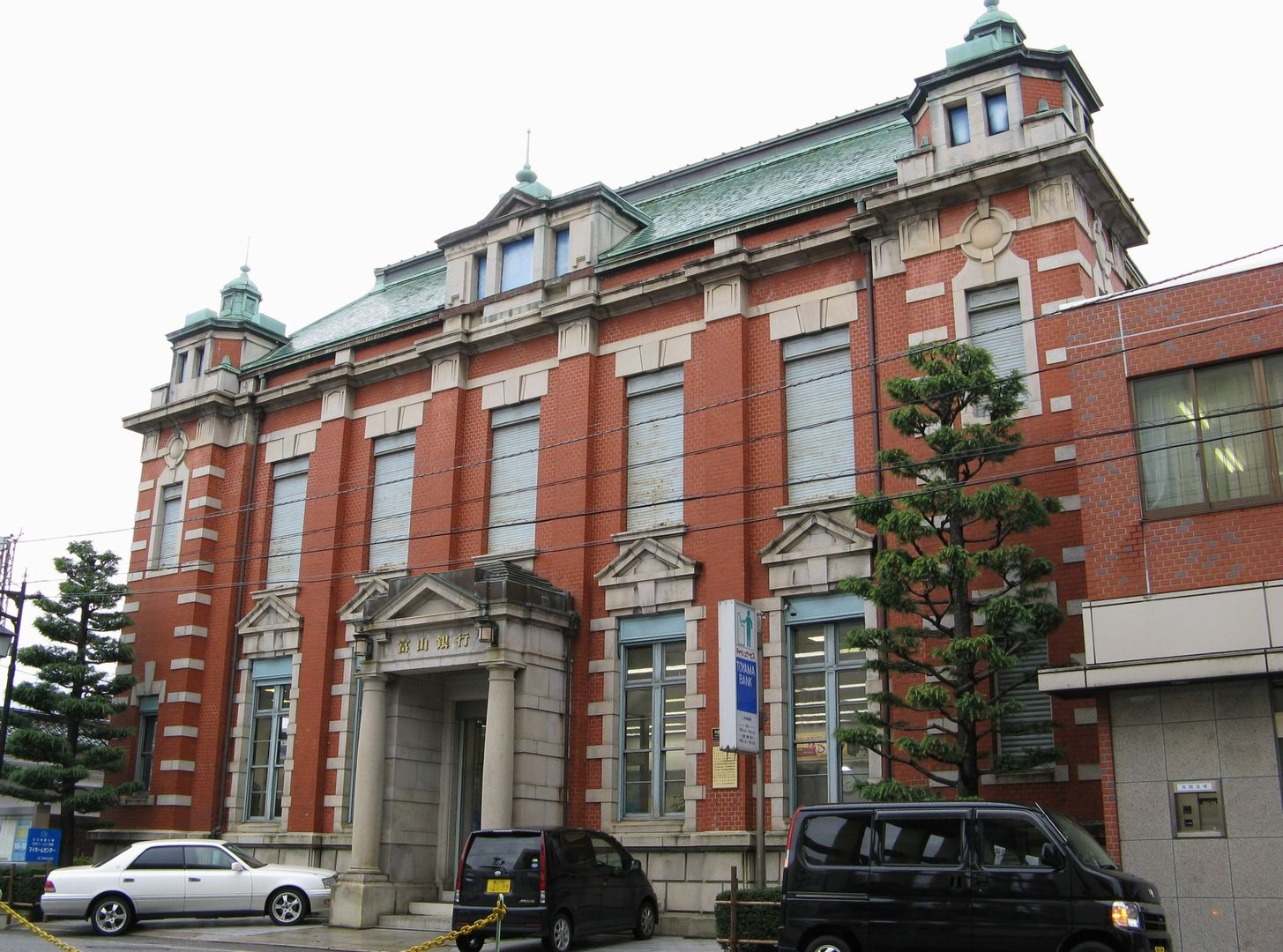
旧富山銀行本店（旧高岡共立銀行本店）

1964年から2019年まで高岡市守山町の旧高岡共立銀行本店の建物に本店を置いており、「赤レンガの銀行」として市民より親しまれていた。
高岡駅前に総事業費約48億円を投じ建設を進めてきた新本店は、2019年11月25日から営業を開始した。新本店は地上8階建て、延床面積は6422㎡。西側壁面は夜間にLEDでライトアップされる。
新本店の開業を機に窓口営業の終了時間を午後3時から同7時まで延長し、仕事帰りの人からの相談に対応している。また事務系から審査部門までの幅広い部署にフリーアドレス制を新規に導入するなど、職場づくりにも新機軸を打ち出した。

### 支店

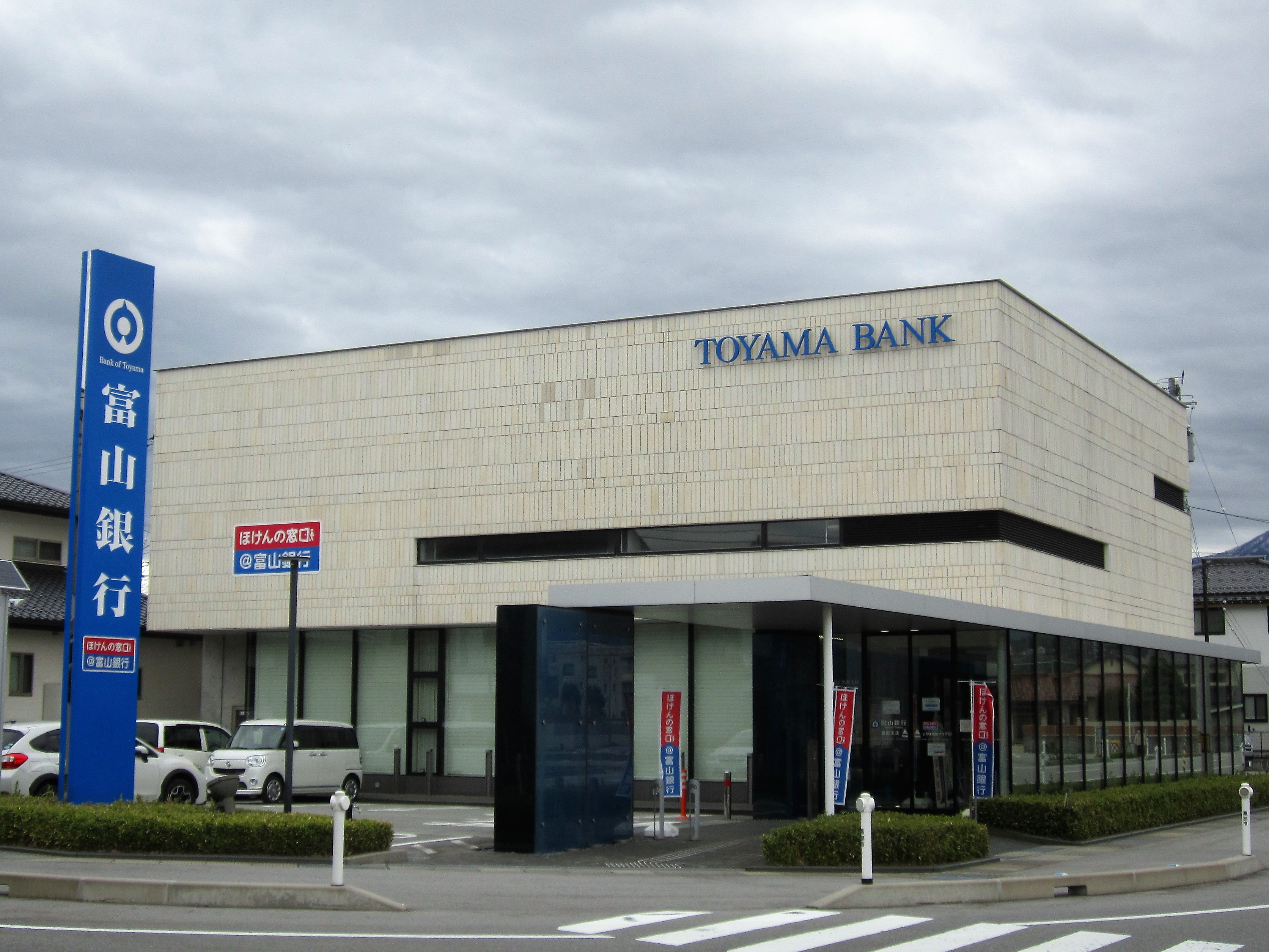
黒部支店
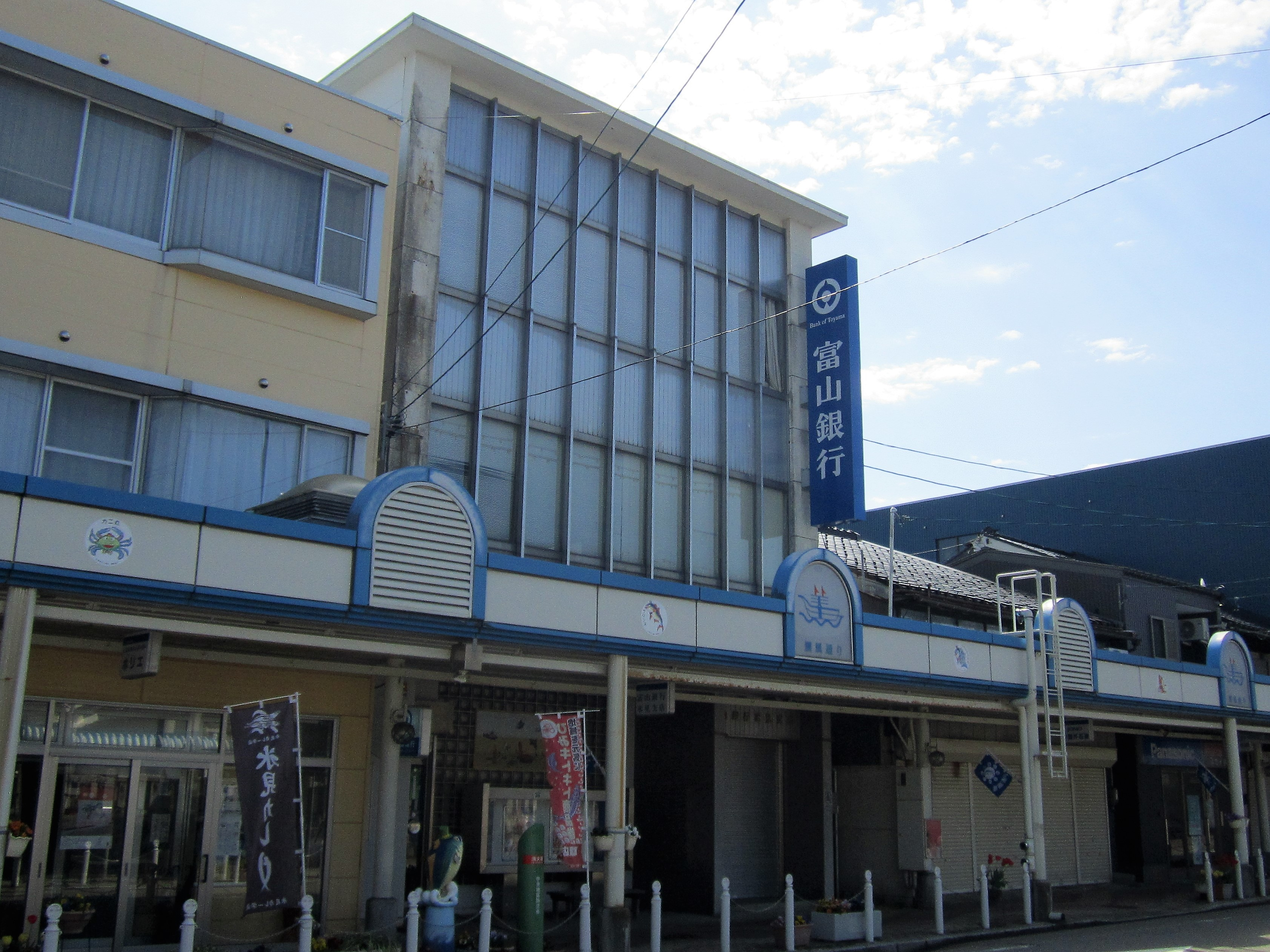
氷見支店
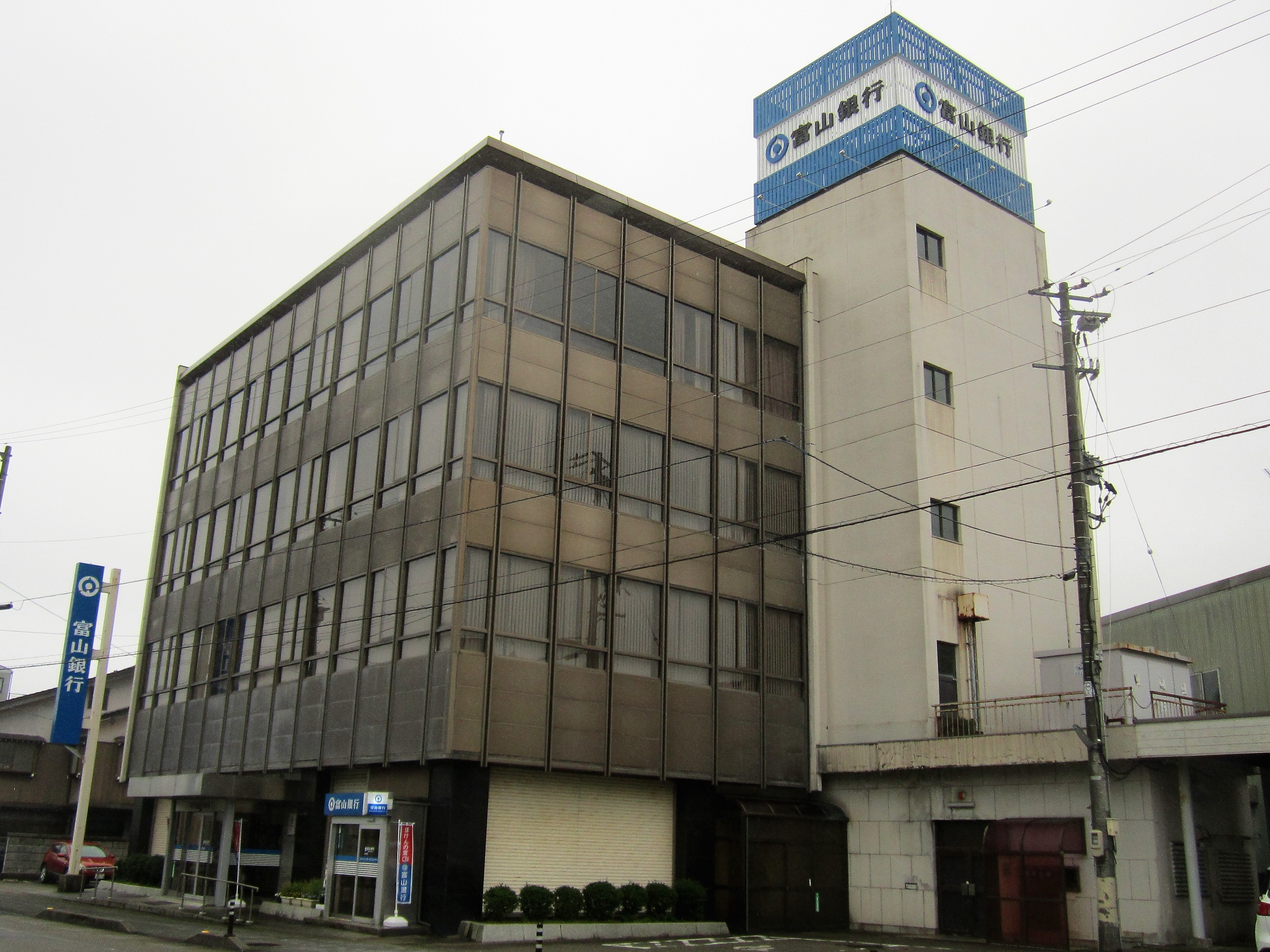
福光支店
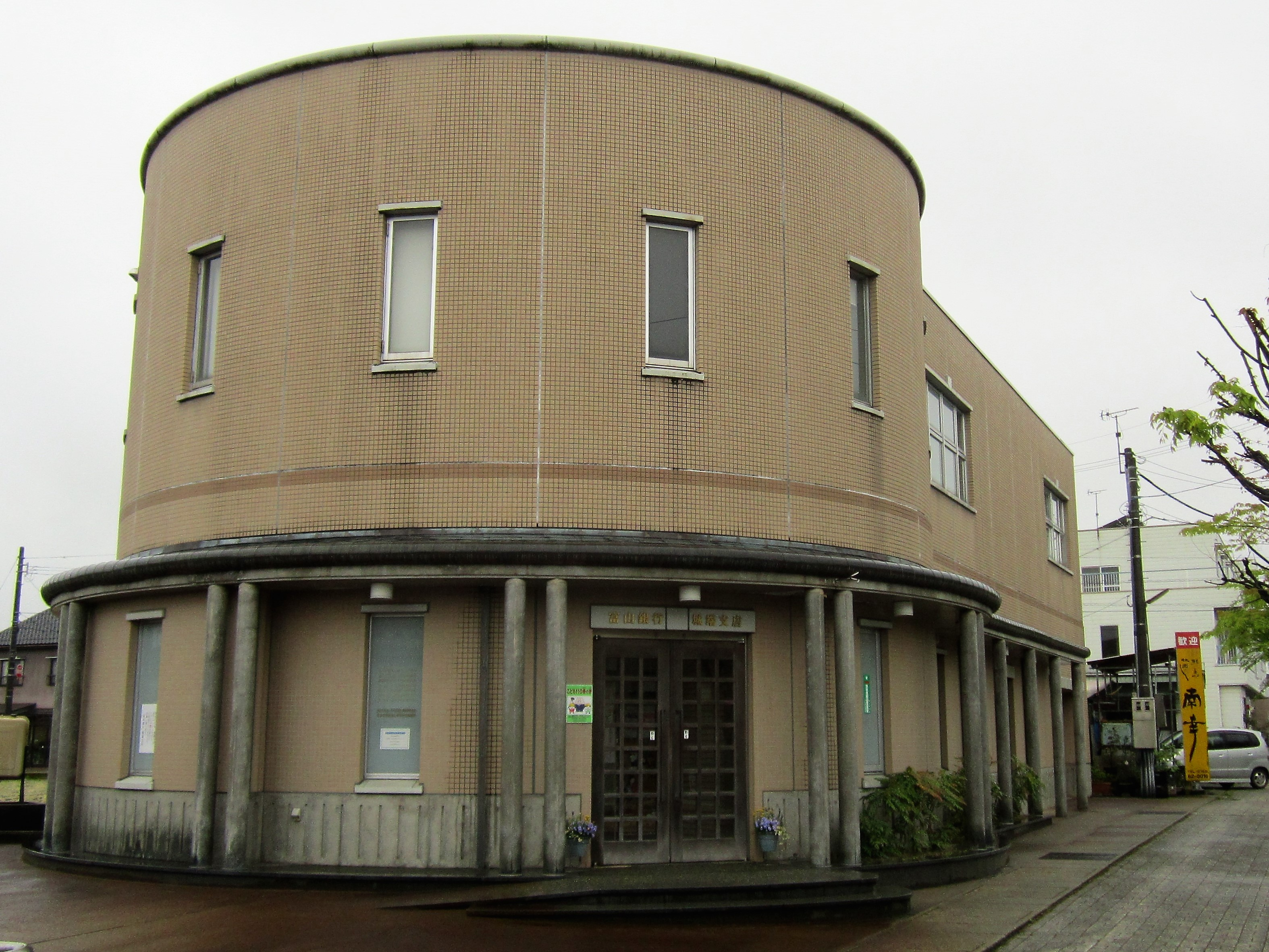
城端支店

## 関連会社
- 富山リース株式会社
- 富山保証サービス株式会社